# Alburnus akili
Alburnus akili је зракоперка из реда Cypriniformes. 

## Угроженост
Ова врста је наведена као изумрла, што значи да нису познати живи примерци.

## Распрострањење
Ареал врсте је био ограничен на једну државу. 
Централна Турска је била једино познато природно станиште врсте.

## Станиште
Ранија станишта врсте су била језера. 